# Alban Berg
Alban Maria Johannes Berg (Viena, 9 de fevereiro de 1885 — Viena, 24 de dezembro de 1935) foi um compositor austríaco.
Foi apelidado "o romântico do dodecafonismo", pois nas obras que escreveu esse estilo sobrevive na expressividade e dramatismo. Compôs as óperas Wozzeck e a incompleta Lulu.
Autodidacta musical até ser aluno de Arnold Schoenberg (entre 1904 e 1911), acaba por interessar-se por composição e pelo dodecafonismo. Junto com o seu mestre Schoenberg e o seu amigo e condiscípulo Anton Webern pertence à chamada Segunda Escola de Viena (sendo a primeira o trio formado por Haydn, Mozart e Beethoven).
A mais conhecida peça de Berg é o Concerto para Violino, na qual, tal como na maior parte do seu trabalho, emprega a técnica dos doze tons, que combina a atonalidade com as passagens harmónicas tradicionais da música europeia.
Berg fazia parte da elite cultural de Viena durante o início do século XX. No seu círculo de amigos encontram-se os músicos Alexander von Zemlinsky e Franz Schreker, o pintor Gustav Klimt, o escritor e sátiro Karl Kraus, o arquitecto Adolf Loos, e o poeta Peter Altenberg. A estreia em 1924 de Wozzeck, ópera composta a partir da peça Woyzeck de Georg Büchner, é um enorme êxito em Viena.
Faleceu aos 50 anos de idade na véspera de natal de 1935, provavelmente, por picada de um inseto e consequente envenenamento sanguíneo.

## Principais composições
Piano
- Sonata para piano em si menor Op. 1 (1908)
- Concerto de câmara para piano, violino e 13 instrumentos de sopro(1925).

Cordas
- Concerto para violino e orquestra (1935)
- Suíte lírica para quarteto de cordas (1925-1926)

Ópera
- Wozzeck (1922)
- Lulu (1935)

Vocal
- Sete lieder juvenis para voz e piano (1905-1908) (também orquestrados)

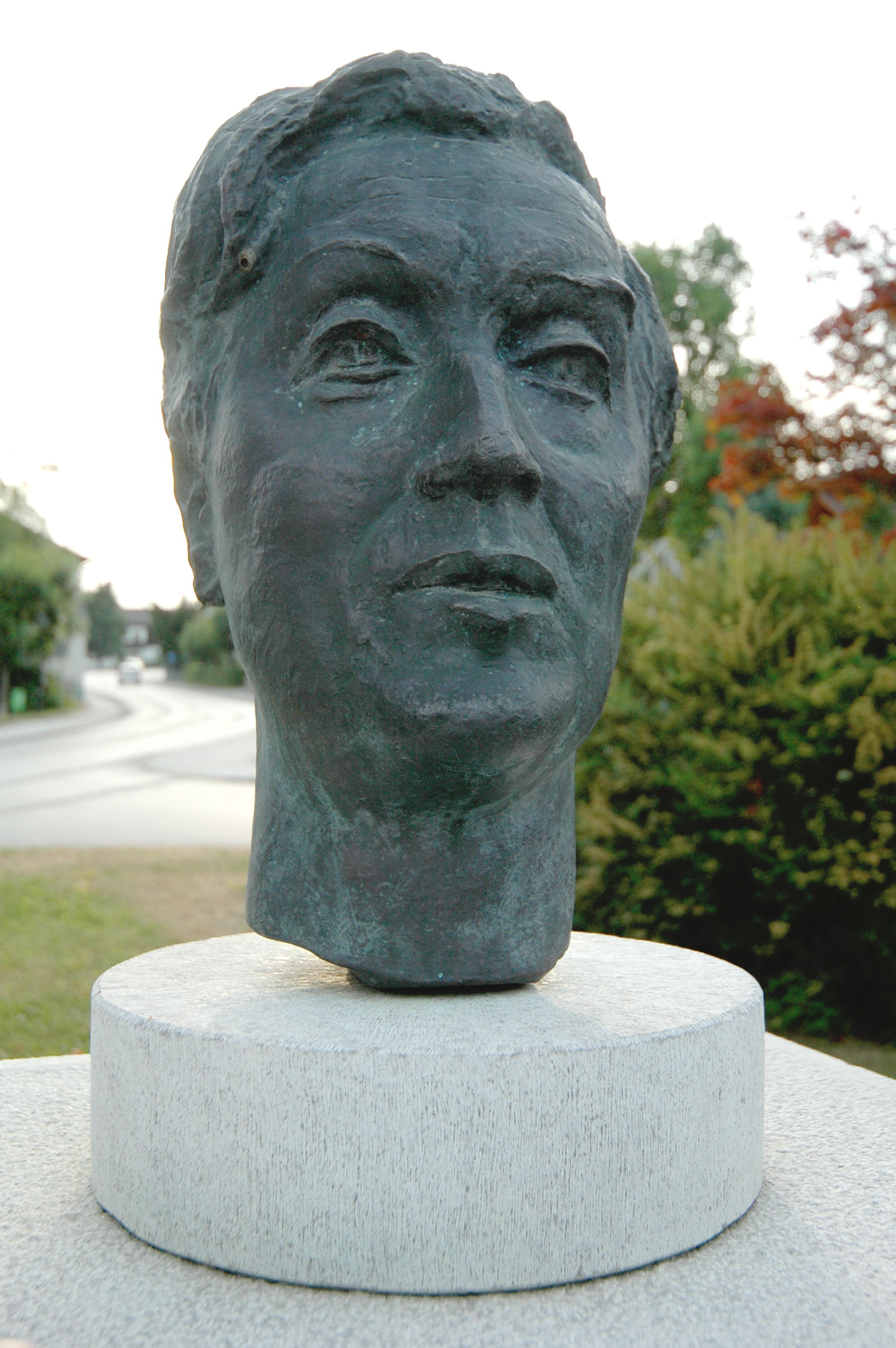
Busto de Alban Berg em Schiefling am See, Klagenfurt, Caríntia.

### Escritos analíticos
- Adorno, Theodor W. Alban Berg: Master of the Smallest Link. Trans. Juliane Brand and Christopher Hailey. New York: Cambridge University Press, 1991.
- Schmalfeldt, Janet. "Berg's Path to Atonality: The Piano Sonata, Op. 1." Alban Berg: Historical and Analytical Perspectives. Eds. David Gable and Robert P. Morgan, pgg. 79-110. New York: Oxford University Press, 1991.
- Lauder, Robert Neil. Two Early Piano Works of Alban Berg: A Stylistic and Structural Analysis. Thesis. Chapel Hill: University of North Carolina, 1986.
- Bruhn, Siglind, ed. Encrypted Messages in Alban Berg's Music. New York: Garland Publishing, 1998.
- Schweizer, Klaus. Die Sonatensatzform im Schaffen Alban Bergs. Stuttgart: Satz und Druck, 1970.
- Wilkey, Jay Weldon. Certain Aspects of Form in the Vocal Music of Alban Berg. Ph.D. thesis. Ann Arbor: Indiana University, 1965.
- Perle, George. The operas of Alban Berg. Berkeley: University of California Press, 1980.
- Jarman, Douglas. Dr. Schon's Five-Strophe Aria: Some Notes on Tonality and Pitch Association in Berg's Lulu. Perspectives of New Music 8/2 (Spring/Summer 1970).
- Jarman, Douglas. Some Rhythmic and Metric Techniques in Alban Berg's Lulu. Musical Quarterly 56/3 (July 1970).
- Jarman, Douglas. Lulu: The Sketches. International Alban Berg Society Newsletter, 6 (June 1978).
- Jarman, Dougas. The Music of Alban Berg. Berkeley: University of California Press, 1979.
- Jarman, Douglas. Countess Geschwitz's Series: A Controversy Resolved?. Proceedings of the Royal Musical Association 107 (1980/81).
- Jarman, Douglas. Some Observations on Rhythm, Meter and Tempo in Lulu. In Alban Berg Studien. Ed. Rudolf Klein. Vienna: Universal Edition, 1981.
- Jarman, Douglas. Lulu: The Musical and Dramatic Structure. Royal Opera House Covent Garden program notes, 1981.
- Jarman, Douglas. The 'Lost' Score of the 'Symphonic Pieces from Lulu'. International Alban Berg Society Newsletter 12 (Fall/Winter 1982).
- Cercignani, Fausto. Il «Woyzeck» di Büchner e il «Wozzeck» di Berg. Francesco Degrada, Wozzeck, Milano, Edizioni del Teatro alla Scala, 1997, 97-116.

### Escritos biográficos
- Brand, Juliane, Christopher Hailey and Donald Harris, eds. The Berg-Schoenberg Correspondence: Selected Letters. New York: Norton, 1987.
- Grun, Bernard, ed. Alban Berg: Letters to his Wife. London: Faber and Faber, 1971.
- Redlich, H.F. Alban Berg, the Man and His Music. London: John Calder, 1957.
- Reich, Willi. The life and work of Alban Berg. Trans. Cornelius Cardew. New York: Da Capo Press, 1982.
- Monson, Karen. Alban Berg: a biography. London: Macdonald and Jane's, 1979.
- Carner, Mosco. Alban Berg: the man and the work. London: Duckworth, 1975.
- Redlich, Hans Ferdinand. Alban Berg, the man and his music. London: J. Calder, 1957.
- Leibowitz, René. Schoenberg and his school; the contemporary stage of the language of music. Trans. Dika Newlin. New York: Philosophical Library, 1949.